# 제1회 광화문국제단편영화제
제1회 광화문국제단편영화제는 2003년 12월 13일에 열린 시상식이다.

## 수상 및 후보

### 대상
- 외로우세요? - 로사리오 가르시아 몬테로 수상

### 심사위원 특별상
- 재능 있는 소년 이준섭 - 신재인 수상

### 국내신인감독상
- 아랏사 - 황원 수상

### 아시아나고객인기상
- 초겨울 점심 - 강병화 수상

### 메디피디상
- 갈치괴담 - 김한민 수상

### 마쯔시다상
- 앤드리스 타겟 - 유주현 수상

### 장려상
- 한장 더! - 사토시 나카네 수상
- 보통 사람들 - 박생기 수상
- 의리적 무투 - 여명준 수상